# Ezra Koenig
Ezra Michael Koenig (New York, 8 april 1984) is een Amerikaanse muzikant, zanger en liedschrijver. Hij is de frontzanger en -gitarist van de indierockband Vampire Weekend.

## Vroege leven
Koenig werd geboren in New York als de zoon van Bobby Bass en Robin Koenig. Zijn familie is Joods en kwam naar de Verenigde Staten uit Oost-Europa (o.a. Roemenië en Hongarije); Koenig heeft zijn Bar mitswa gedaan. Hij groeide op in Noord-New Jersey en heeft op de Glen Ridge High School gezeten. Ezra heeft een jongere zus, Emma Koenig, die de schrijfster is van de blog "FUCK! I'm in my 20s" en het gelijknamige boek.
Koenig begon muziek te schrijven op zijn 10 à 11e en zijn eerste nummer heette "Bad Birthday Party". Hij studeerde af aan de Universiteit van Columbia in Engelse literatuur.

## Muzikale carrière
Voor het vormen van Vampire Weekend was Koenig betrokken bij verscheidene muzikale projecten, onder andere met Wes Miles (de huidige frontman van de band Ra Ra Riot), Dan Millar en Andrei Padlowski. Hun experimentele band, The Sophisticuffs, werd beschreven als "een wild en inventief muzikaal werk". Later vormde Koenig met Andrew Kalaidjian en Chris Tomson (die nu ook in Vampire Weekend speelt) de serieuzere rapgroep "L'Homme Run". Verder heeft hij nog saxofoon gespeeld bij de band Dirty Projectors, heeft hij als stagiair gewerkt voor The Walkmen en was hij leraar Engels in Junior High School 258 in Brooklyn. Vampire Weekend heeft Koenig in 2006 opgericht met Rostam Batmanglij, Chris Baio en Chris Tomson. In de herfst van 2007 maakte een deal met XL Recordings vroegtijdig een einde aan zijn carrière als leraar.
De naam van de band komt van een film met dezelfde naam die Koenig met z'n middelbareschoolvrienden maakte tijdens een schoolvakantie. Koenig speelt de hoofdpersoon, Walcott, die naar Cape Cod moet om de burgemeester te vertellen dat de vampieren eraan komen. De film is ook de aanleiding voor het nummer "Walcott" van hun eerste album, dat ze zelf produceerden.
Koenig begonnen met een radioshow op de zender Beats 1 van Apple Music genaamd 'Time Crisis'. Dit host hij samen met zijn vriend Jake Longstreth. Er zijn ook gasten bij de show langs geweest zoals Jamie Foxx, Mark Ronson, Rashida Jones en James Corden. De eerste aflevering is uitgezonden op 12 juli 2015. 
- Bibsys: 10040516
- Bibliothèque nationale de France: cb180618390 (data)
- International Standard Name Identifier: 0000 0001 3139 2690
- Library of Congress Control Number: no2012094611
- MusicBrainz: 6900fc31-d624-422c-9aa8-b3e6c8cc25ea
- Virtual International Authority File: 259819889
- WorldCat: E39PBJhxghFf4X7f37pFhdYF8C